# Where It Is
Where It Is è il primo album in studio del gruppo musicale britannico pop rock / new wave The Beloved, pubblicato nel 1987, per l'etichetta Flim Flam, nonostante venga meglio descritto come una compilation, in quanto di fatto raccoglie tutti i singoli e i relativi lati B precedentemente usciti, tra aprile 1986 e agosto 1987. L'album non entra nella classifica britannica ufficiale, ma raggiunge il Numero 17 nella hit parade delle etichette indipendenti, la cosiddetta Official Independent Chart.

## Il disco
Anche se il long playing non comprende la busta dei testi e presenta una copertina ridotta all'essenziale, per lo più bianca e con alcune fotografie che ritraggono i quattro membri originari della band, il tutto in bianco e nero, ogni canzone è accompagnata da note esaustive che riportano le date di registrazione e di pubblicazione di tutti i brani. Recentemente il vinile originale, che è rimasto fuori catalogo per più di un decennio, è stato finalmente ristampato in un'edizione digitale espansa in CD, contenente la maggior parte dei brani della tracklisting originaria, più alcune versioni ri-registrate (per esempio, "If Only '88" e "Happy Now", l'ultima delle quali non era contenuta nell'LP originario).
All'epoca, il gruppo era costituito da un quartetto e aveva un sound basato sulla chitarra: somigliavano a tratti ai New Order, con reminiscenze dei Joy Division, anche, secondo alcuni, ricordavano un po' anche Nick Cave e i Cure del cupo album Pornography. Un esempio di questa fase della loro carriera può essere ascoltato su questo primo album di studio, che riceve il plauso della critica e, allo stesso tempo, viene aspramente criticato, e che sarà, in ogni caso, un flop commerciale. Il disco comprende oggi tutti i primi singoli della band: "A Hundred Words", "This Means War", "Happy Now" e il doppio lato A "Surprise Me" / "Forever Dancing", tutti quanti entrati nella Top 30 della Official Independent Chart, ma nessuno dei quali è riuscito a piazzarsi nella Top 75 della Official Singles Chart.
L'album è prodotto da Michael Johnson, tranne "Forever Dancing" e "If Only '87", prodotte direttamente dai Beloved. Analogamente, i brani sono scritti tutti dai membri della band, per lo più collettivamente (sei tracce su dieci seguono questo processo, due delle quali diventano i singoli "A Hundred Words" e "This Means War"), tre sono realizzate dal leader e cantante solista del gruppo, Jon Marsh (di cui due finiranno sul doppio lato A, costituito da "Surprise Me" e "Forever Dancing"), e una soltanto, il pezzo di apertura dell'album, che è anche una delle canzoni con uno dei titoli in assoluto più lunghi in tutta la storia della musica ("If Pennies Came from Heaven Could Kark Marx Have Been Mistaken?", a cui ci si riferisce normalmente come a "If Pennies Came from Heaven" in breve, o ancora più brevemente, soltanto "If Pennies"), viene composta da Tim Havard.

## Tracce
1. "If Pennies Came from Heaven Could Kark Marx Have Been Mistaken?" (Havard)
2. "A Hundred Words" (Gauson/Havard/Marsh/Waddington)
3. "Surprise Me" (Marsh)
4. "Let It Begin" (Gauson/Havard/Marsh/Waddington)
5. "Forever Dancing" (Marsh)
6. "Righteous Me" (Marsh)
7. "Slow Drowning" (Gauson/Havard/Marsh/Waddington)
8. "This Means War" (Gauson/Havard/Marsh/Waddington)
9. "If Only '87" (Gauson/Havard/Marsh/Waddington)
10. "In Trouble and Shame" (Gauson/Havard/Marsh/Waddington)

## Formazione
Gruppo
- Jon Marsh
- Steve Waddington
- Tim Havard
- Guy Gausden

Produzione
- Michael Johnson – produzione (eccetto tracce 5 e 9)
- The Beloved – produzione (tracce 5 e 9)
- Five Point – copertina
- Phil Nicholls – foto (realizzate a Parigi, Francia, giugno 1987)